# Janów (Litwa)
Janów (lit. Jonava wymowaⓘ) – miasto w centralnej części Litwy, położone w pobliżu Kowna, siedziba rejonu janowskiego w okręgu kowieńskim; 27 tys. mieszkańców (2023).

## Historia
Biskup inflancki Józef Kazimierz Kossakowski ufundował klasztor trynitarzy wraz z kościołem pod wezwaniem św. Jakuba i plebanią, które zbudowano w latach 1791–1793. Klasztor został zamknięty w 1831 r, a jego budynki służyły jako koszary. W kościele cenne wyposażenie wnętrza.
Obecnie w granicach Janowa znajduje się dawna miejscowość Skorule w której znajdował się gotycki kościół katolicki pod wezwaniem św. Anny ufundowany przez Andrzeja Skorulskiego w latach 1620–1622. Budynek kościoła bezwieżowy. Obok neogotycka dzwonnica z dzwonem z roku 1670 fundowanym przez Rafała Zygmunta Skorulskiego – marszałka kowieńskiego. Na cmentarzu kościelnym groby 3 księży zamordowanych w 1941 roku przez Armię Czerwoną. Przed uzyskaniem niepodległości przez Litwę w 1918 r. mieszkała tu dość znaczna liczba Polaków. Znalazło to nawet odzwierciedlenie w aktualnym wówczas powiedzeniu „od Janowa do Datnowa wszędzie słychać polska mowa”.
Podczas okupacji hitlerowskiej, w sierpniu 1941 roku Niemcy utworzyli getto dla żydowskich mieszkańców. Przebywało w nim około 2500 osób. 22 października 1941 roku Niemcy zlikwidowali getto. Żydów zamordowano w lesie Girele a pozostałych wywieziono do getta w Kownie. 

## Miasta partnerskie
- Kędzierzyn-Koźle

## Ludzie związani z Janowem
- Jeronimas Ralys
- Dainius Kreivys
- Abraham Myerson
- Janina Miščiukaitė
- Ričardas Tamulis
- Julius Sabatauskas
- Józef Kossakowski (generał)
- Wawrzyniec Gucewicz

## Galeria

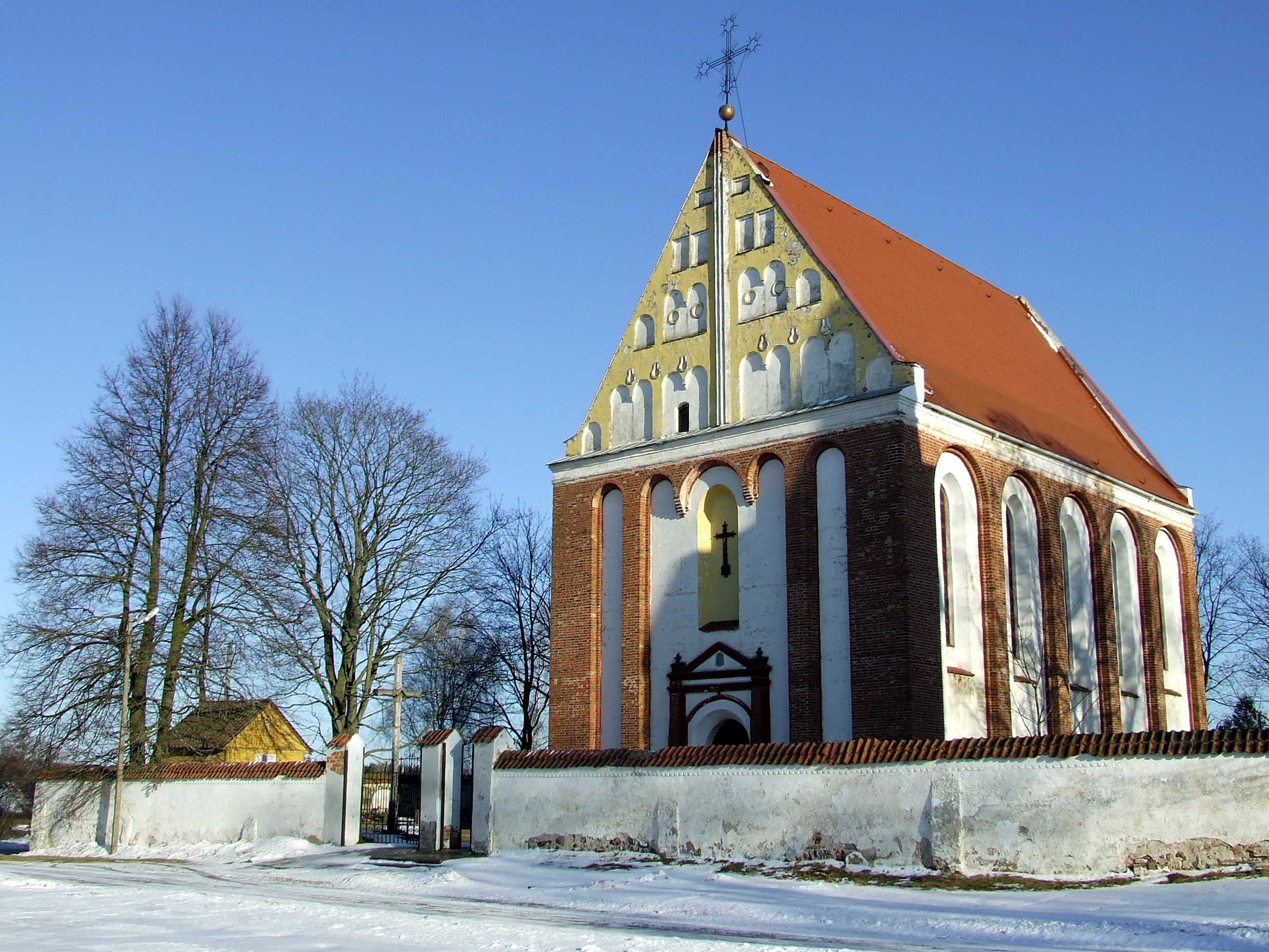
Kościół gotycko-renesansowy
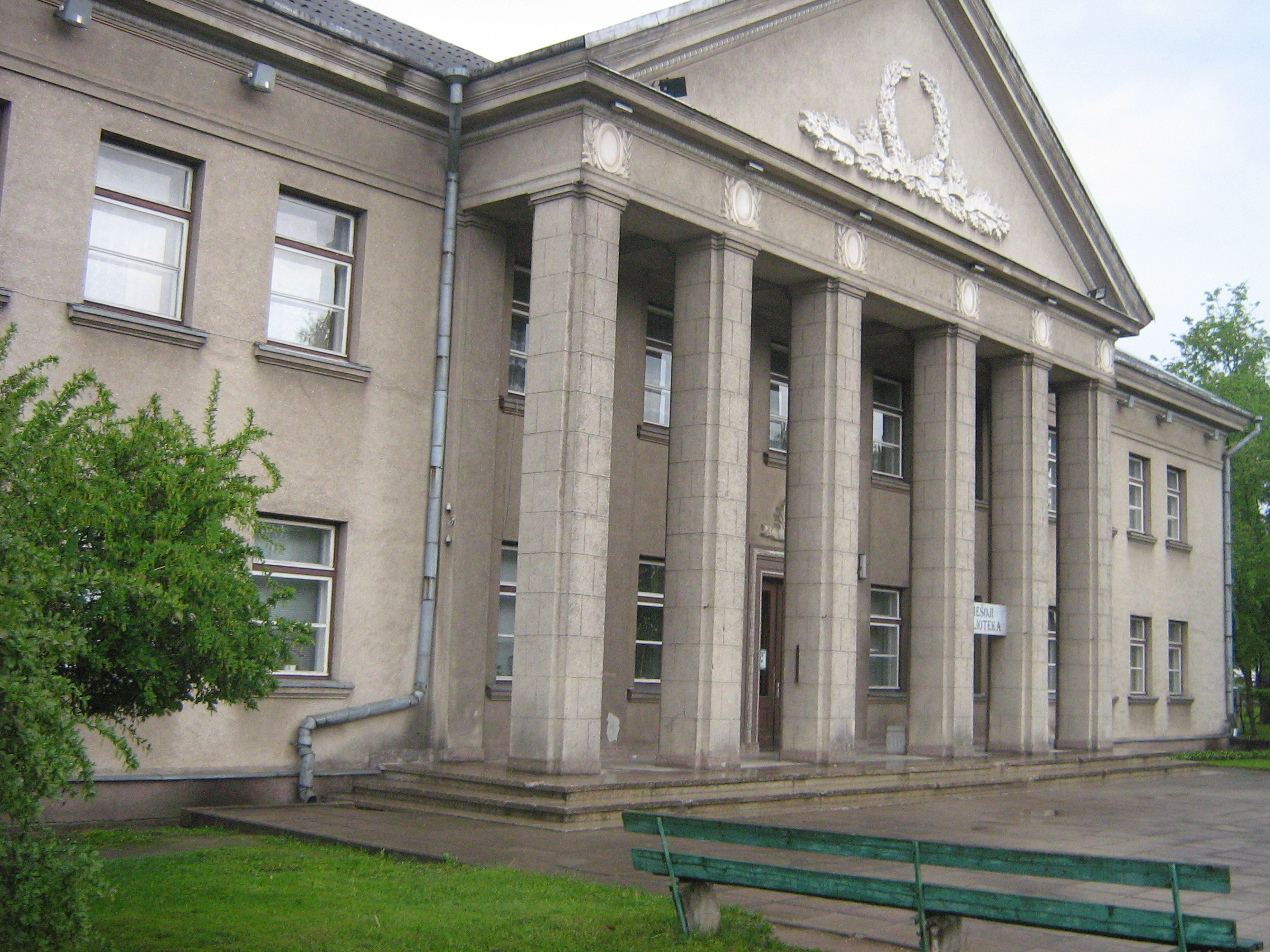
Biblioteka
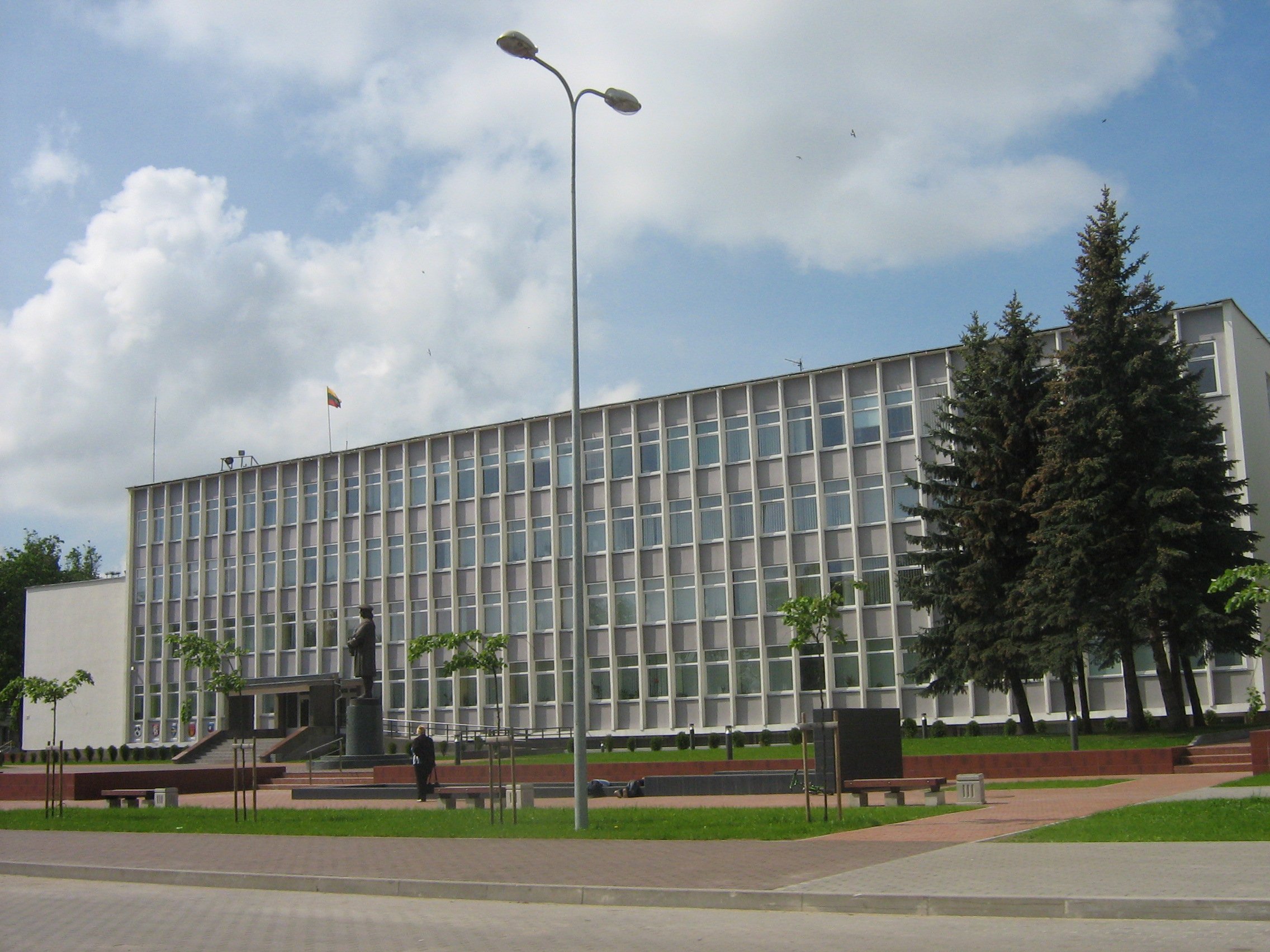
Budynek starostwa